# Likarivka, Oleksandria
Likarivka (în ucraineană Лікарівка) este localitatea de reședință a comunei Likarivka din raionul Oleksandria, regiunea Kirovohrad, Ucraina.

## Demografie
Componența lingvistică a localității Likarivka
     Ucraineană (93,17%)
     Rusă (6,1%)
     Alte limbi (0,36%)
Conform recensământului din 2001, majoritatea populației localității Likarivka era vorbitoare de ucraineană (93,17%), existând în minoritate și vorbitori de rusă (6,1%).